# Lista de personagens de Double Dragon
Esta lista de personagens dos jogos, filmes e outras mídias da franquia Double Dragon.

## Billy Lee e Jimmy Lee
Atores de voz: Michael Donovan (série animada Double Dragon), Hikaru Midorikawa (Double Dragon (Neo-Geo)), Jeff Luke (Double Dragon Neon), Dan Avidan (River City Girls) (Billy Lee)
Atores de voz: Scott McNeil (série animada Double Dragon), Kaneto Shiozawa (Double Dragon (Neo-Geo)), Jeff Luke (Double Dragon Neon), Arin Hanson (River City Girls) (Jimmy Lee)
Na maior parte da série, os jogadores assumem o controle do artista marcial Billy Lee, que luta contra vários adversários, como membros de gangues e lutadores rivais. Ele é frequentemente ajudado por seu irmão gêmeo Jimmy Lee,  que geralmente serve como o personagem do jogador número 2 na maioria dos jogos. Os irmãos Lee são caracterizados como sucessores de uma arte marcial de fictícia chamada Sōsetsuken (双截拳, "Punho Gêmeo do Norte", também conhecido como Sōsaiken), que combina técnicas de outros estilos, como caratê, tai chi e Shorinji Kempo.
A dupla não tinha nome quando o jogo de arcade original foi lançado inicialmente no Japão, embora os nomes Hammer e Spike tenham sido dados a eles no gabinete e no folheto promocional produzido pela Taito para a versão no exterior. Os nomes Billy e Jimmy Lee foram estabelecidos pela primeira vez na versão Famicom/NES do primeiro jogo e, consequentemente, usados em outras versões de console e produtos vinculados, como o álbum da trilha sonora The Original Sound of Double Dragon, mas não foram realmente usados nas versões arcade até Double Dragon 3: The Rosetta Stone. O nome de Billy Lee vem de uma combinação do sobrenome de Bruce Lee com o primeiro nome de seu personagem Billy Lo no filme Game of Death, enquanto Jimmy é nomeado após o músico Jimmy Page.
Por causa das diferenças entre as versões de fliperama e console dos jogos, os designs dos irmãos Lee tendem a variar ao longo da série. Enquanto o jogo de arcade original tem o Jogador 1 controlando um irmão Lee de cabelos loiros, vestido com uma roupa azul e o Jogador 2 como um irmão de cabelos castanhos em vermelho, a versão NES teve suas cores de cabelo e roupa trocadas: Billy agora era o irmão de cabelos azuis, enquanto Jimmy se tornou o irmão de cabelos loiros de vermelho. Super Double Dragon foi o primeiro jogo a ter os irmãos Lee ostentando penteados diferentes durante o jogo, com Billy recebendo um cabelo baixo e Jimmy um cabelo espetado, uma convenção de design adotada por jogos posteriores, como Double Dragon Advance e as versões para smartphones, embora algumas das artes promocionais e visuais do jogo dos jogos anteriores (como a fotografia final de Double Dragon II: The Revenge e as sequências de histórias/retratos de personagens de Double Dragon III: The Sacred Stones) já tivessem retratado os irmãos Lee com penteados diferentes. Outros jogos, como o jogo de luta da Neo-Geo e Double Dragon Neon, retratam os irmãos Lee como gêmeos idênticos, como no primeiro jogo de arcade.
Os dois irmãos demonstram estar romanticamente interessados em uma jovem chamada Marian, uma estudante em seu dojo.. A versão arcade do primeiro jogo (junto com a maioria das versões para console) pode terminar com os dois irmãos brigando por Marian se dois jogadores chegarem ao fim juntos, com o sobrevivente vencendo as afeições de Marian. A versão Famicom/NES, que estabelece Marian como a namorada de longa data de Billy, muda a história para que Jimmy fosse realmente o líder dos Black Warriors (uma mudança feita como resultado da falta de jogos cooperativos para dois jogadores nessa versão) e foi quem orquestrou o sequestro de Marian.
Na adaptação cinematográfica de 1994, Billy Lee é interpretado por Scott Wolf e Jimmy Lee por Mark Dacascos.

## Marian
Atrizes de voz: Cathy Weseluck (série animada Double Dragon), Yuka Koyama (Double Dragon (Neo-Geo), Christijana York (Double Dragon Neon)
Marian foi interpretada por Alyssa Milano na adaptação para o cinema.

## Linda
A única inimiga no jogo, usa um chicote.

## Abobo
Atores de voz: Blu Mankuma (série animada Double Dragon), Daisuke Gori (Double Dragon (Neo-Geo), Len Smith (Double Dragon Neon), Patrick Seitz (River City Girls)
Ele é um inimigo facilmente encontrado em Double Dragon.
Ele aparece como um chefe em River City Girls.
Abobo é interpretado por Nils Allen Stewart na adaptação cinematográfica de 1994, enquanto Henry Kingi interpreta o mutante Abobo durante a parte posterior do filme.

## Willy
Willy, o chefe da quadrilha que sequestra Marian, sua principal arma é uma metralhadora.

## Introduzido no filme
Ator de voz: Osamu Saka
Também conhecido como Victor Guisman, ele é o principal vilão do filme, que procura possuir as duas metades do medalhão Double Dragon.
Ele aparece como o chefe final no jogo de luta Double Dragon de 1995, baseado no filme.
Shuko é interpretado por Robert Patrick na adaptação para o cinema de 1994.

## Introduzidos em Double Dragon (Neo-Geo)
Este jogo é baseado no filme Double Dragon de 1994, e introduziu 6 personagens originais.

### Amon
Ator de voz: Kaneto Shiozawa
Um mestre japonês de Ryuganinpoh, um estilo fictício de ninjutsu. Em busca de sua família desaparecida, ele acredita que Shuko pode saber o paradeiro deles.

### Dulton
Ator de voz: Yusaku Yara
Um lutador de rua da Itália que está tentando derrubar Shuko. No manual, o nome dele é Dalton.

### Rebecca
Atriz de voz: Keiko Han
Artista marcial da Holanda, que empunhava dois tonfas. Ela já esteve romanticamente envolvida com um homem chamado Eric, que acabou sendo um espião de Shuko e agora tenta se vingar.

### Eddie
Ator de voz: Yukimasa Kishino
Um kickboxer da Venezuela que treina os capangas de Shuko.

### Cheng-Fu
Ator de voz: Hisao Egawa
Um mestre chinês do punhos embriagados (ou Zui quan) de Hong Kong.

### Duke
Ator de voz: Hisao Egawa
O guarda-costas de Shuko de São Francisco e o último oponente antes de lutar contra o próprio Shuko. Um mestre de Moukohisouken, uma arte fictícia de assassinato. Duke compartilha seu nome com o chefe final do Super Double Dragon.

## Introduzido em Double Dragon Neon
Skullmageddon
Ator de voz: Sean Velasco
O principal antagonista do jogo, ele é o líder da gangue Shadow Warriors que ordena a captura de Marian.
Ele também aparece em River City Girls (2019).